# ステブライト
ステブライト（Stablite）は、銀とスズの合金。化学式は5AgSn。 

## 解説
超電導線材のメッキなどに用いられる。 